# HB Køge (féminines)
Cet article concerne le club de football féminin. Pour le club de football masculin, voir HB Køge.
Maillots
Actualités
Le HB Køge Kvindeelite est un club danois de football féminin basé à Køge. C'est la section féminine du HB Køge.

## Histoire
Le club est fondé en 2009, à la suite de la fusion entre le Køge BK et le Herfølge BK.
En janvier 2020, de nouveaux actionnaires, Capelli Sports, arrivent au club, dans l'optique de le développer et d'atteindre la Ligue des Champions dans les cinq années à venir, en s'appuyant notamment sur des partenariats avec les autres clubs du réseau Capelli, comme les Allemandes du MSV Duisbourg et les Américaines du Slammers FC. Le club remporte le championnat de deuxième division et est promu en Kvindeliga pour la saison 2020-2021. Pour sa première saison dans l'élite, l'équipe fait jeu égal avec les deux poids lourds du championnat danois, le Fortuna Hjørring et le Brøndby IF et remporte la compétition, mettant fin à 19 ans de domination de ces deux clubs.

## Palmarès
Championnat du Danemark (3) : 2020-2021, 2021-2022, 2022-2023